# 雨宮県村
雨宮県村（あめのみやがたむら）は長野県埴科郡にあった村。現在の千曲市大字雨宮・生萱・土口にあたる。

## 地理
- 山：薬師山
- 河川：千曲川

## 歴史
- 1889年（明治22年）4月1日 - 町村制の施行により、埴科郡雨宮村、生萱村、土口村の区域をもって成立。
- 1955年（昭和30年）4月1日 - 屋代町、森村と新設合併して埴科屋代町が発足。同日雨宮県村廃止。

## 交通

### 鉄道路線
- 長野電鉄
  - 河東線
    - 雨宮駅

### 道路
- 谷街道（現・国道403号）

現在は旧村域に上信越自動車道・長野自動車道の更埴ジャンクションが所在するが、当時は未開通。